# موسنده، آنگولا
موسنده (به انگلیسی: Mussende) شهری در استان کوانزای جنوبی واقع در کشور آنگولا است که در سال ۲۰۰۹ میلادی ۱۲٬۳۷۲ نفر جمعیت داشته است.